# 2. tisućljeće pr. Kr.
◄ | 3. tisućljeće pr. Kr. | 2. tisucljeće pr. Kr. | 1. tisućljeće pr. Kr. | ►
20. stoljeće pr. Kr. | 19. stoljeće pr. Kr. | 18. stoljeće pr. Kr. | 17. stoljeće pr. Kr. | 16. stoljeće pr. Kr. | 15. stoljeće pr. Kr. | 14. stoljeće pr. Kr. | 13. stoljeće pr. Kr. | 12. stoljeće pr. Kr. | 11. stoljeće pr. Kr.
2. tisućljeće pr. Kr. je je razdoblje od 2000. pr. Kr. do 1001. pr. Kr..

## Glavni događaji i razvoji
- 19. stoljeće pr. Kr.: Hetitsko Carstvo se osniva u Anatoliji.
- 18. stoljeće pr. Kr.: Babilon postaje regionalni centar moći.
- 18. stoljeće pr. n. e.: Stonehenge, dovršava se gradnja zvjezdarnice oko 13 km  sjeverozapadno od Salisburyja.
- Srednje egipatsko kraljevstvo u Egiptu (oko 2052. – 1570.)
- Prema Bibliji zarobljeništvo Židova u Egiptu (povijesna točnost sporna)
- Egipatska vladavina u Palestini i Siriji.
- 17. stoljeće pr. Kr.: Izumiru zadnji mamuti na istočnosibirskom Vrangelovom otoku.
- 16. stoljeće pr. Kr.: Mikenska civilizacija.
- 15. stoljeće pr. Kr.: Propast Minojske kulture.
- 13. stoljeće pr. Kr.: Osnivanje Atene (1235. godina pr. n. e.)
- 12. stoljeće pr. Kr.: Prema Bibliji Židovi osvajaju Kanaan (Povijesna točnost sporna)
- Krajem ovog tisućljeća raznorodna su plemena, preci današnjih Talijana, počela potiskivati Ligure i Ilire iz njihovih postojbina u današnjoj Italiji.
- Frigijci su prešli preko Dardanela i naselili Malu Aziju.

## Važnije osobe
- 18. stoljeće pr. Kr.: Hamurabi, babilonski kralj
- 15. stoljeće pr. Kr.: Hatšepsut, egipatska kraljica 18. dinastije
- 14. stoljeće pr. Kr.: Ehnaton, egipatski faraon
- 13. stoljeće pr. Kr.: Ramzes II., egipatski faraon
- 13. stoljeće pr. n. e.: Šalmanasar I. ujedinjuje Asiriju (1276. pr. n. e.)
- Šaul, židovski kralj
- Mojsije, Stari zavjet (Povijesna točnost sporna)

## Izumi i otkrića
- 20. stoljeće pr. Kr.: Prve jedrilice
- U Indiji se razvija sistem kasti
- Kinezi bilježe pojavu kometa
- Domesticira se deve, što omogućuje razvoj karavanske trgovine
- 17. stoljeće pr. Kr.: Prvi slogovni zapisi (oko 1630. pr. n. e.)
- 14. stoljeće pr. Kr.: Prvi grčki pisani tragovi

## Vanjske poveznice
|  | Zajednički poslužitelj ima još gradiva o temi 2. tisućljeće pr. Kr. |